# Cirrhilabrus wakanda

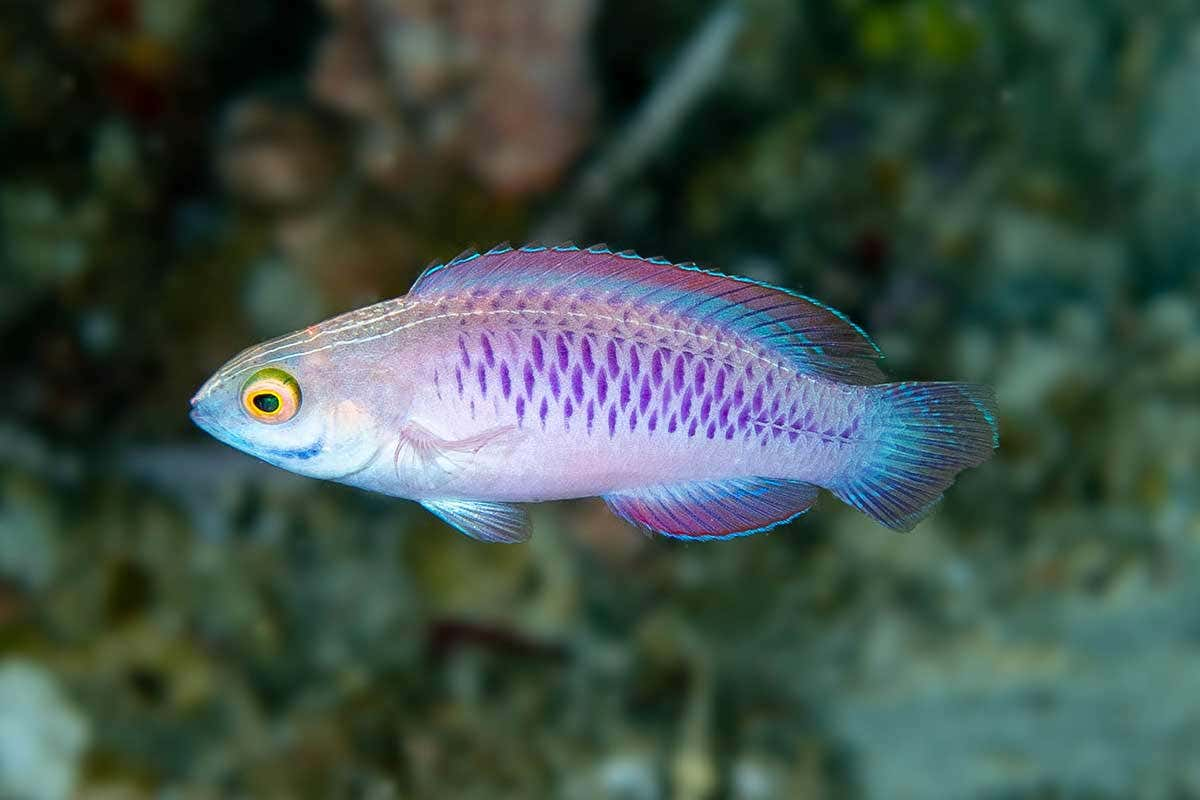
Femmina

Cirrhilabrus wakanda Tea, Pinheiro, Sheperd & Rocha, 2019 è un pesce osseo marino appartenente alla famiglia Labridae diffuso nell'ovest dell'oceano Indiano.

## Etimologia
L'epiteto wakanda si riferisce al regno fittizio del Marvel Cinematic Universe, ed è stato scelto sia per la zona di provenienza del pesce sia per il particolare pattern viola delle scaglie, paragonato all'aspetto del vibranio del costume di Pantera Nera.

## Distribuzione e habitat
È noto soltanto dalle barriere coralline mesofotiche dell'arcipelago tanzaniano di Zanzibar, dove vive tra i 50 e gli 80 m di profondità.

## Descrizione
Come le altre specie del genere Cirrhilabrus, è caratterizzato da una colorazione molto vivace e da dimensioni ridotte in confronto alla maggior parte dei labridi; la lunghezza massima registrata è di 7 cm. Il corpo è lievemente compresso ai lati e ha una forma allungata, con bocca piccola e terminale. La pinna dorsale presenta 11 raggi spiniformi e 9 raggi molli, di cui il quinto è il più lungo, mentre la pinna anale, che inizia al di sotto del nono raggio spiniforme dorsale, ha 3 raggi spiniformi e 9 raggi molli. Entrambe le pinne sono striate di azzurro e fucsia. La pinna caudale ha il margine arrotondato nelle femmine e una forma lanceolata nei maschi.
Le femmine hanno una colorazione violacea, mentre i maschi hanno la testa gialla e il corpo rosato; sia nei maschi che nelle femmine è presente un particolare pattern di scaglie viola che ricorda le maglie di una recinzione.

## Biologia
Poco nota. È solitamente associato con poriferi e rodoliti.